# 1798 aux États-Unis
Pour des articles plus généraux, voir Chronologie des États-Unis et 1798.
Chronologie des États-Unis
- 1794
- 1795
- 1796
- 1797
- 1798
- 1799
- 1800
- 1801
- 1802

Cette page concerne des événements d'actualité qui se sont produits durant l'année 1798 du calendrier grégorien aux États-Unis.

## Gouvernement
- Président : John Adams (Fédéraliste)
- Vice-président : Thomas Jefferson (Républicain-Démocrate)
- Secrétaire d'État : Timothy Pickering
- Chambre des représentants - président : Jonathan Dayton (Fédéraliste)

## Événements

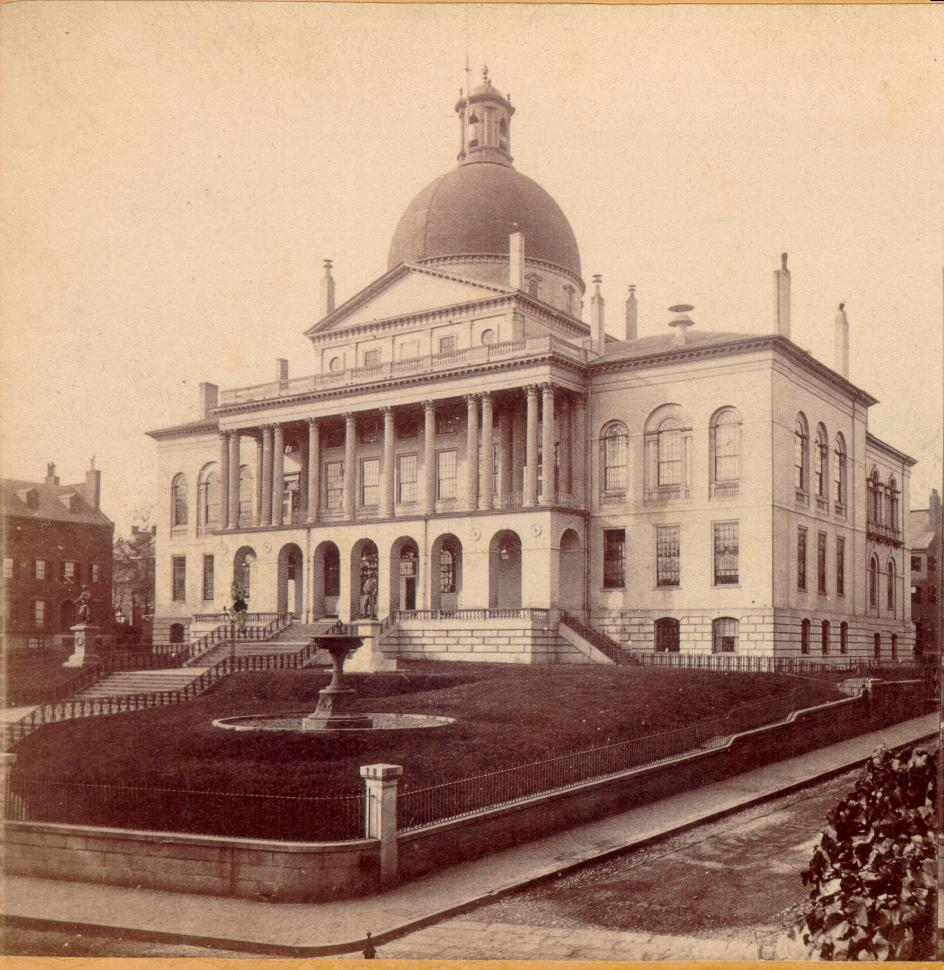
Massachusetts State House

- 11 janvier : Massachusetts State House de Boston, de style fédéral, construite par Charles Bulfinch.

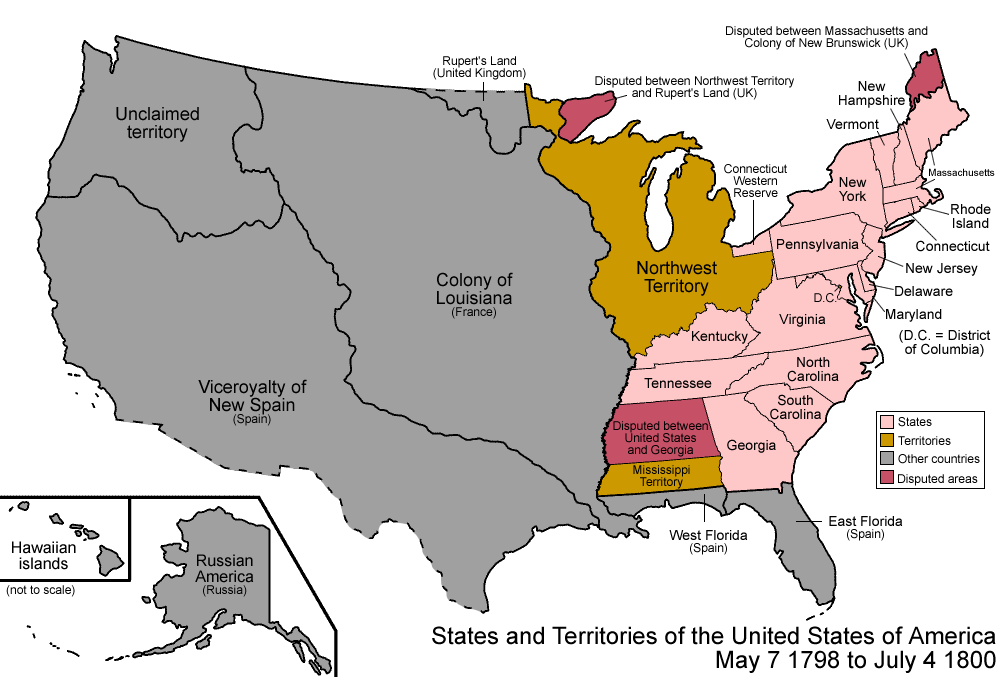
7 avril 1798 - 4 juillet 1800

- 14 février : Arrêt Hollingsworth v. Virginia. La Cour Suprême confirme un amendement constitutionnel qui exclut le droit aux citoyens étrangers de saisir les cours fédérales contre l'un des Etats des États-Unis. Cet arrêt inaugure la compétence de la Cour pour le contrôle constitutionnel des actes législatifs et règlementaires des autorités fédérales et fédérés.
- 7 avril : à la suite du Scandale de Yazoo Land, une loi est signée par le président John Adams, l'autorisant à appointer une commission pour négocier avec la Géorgie la cession des territoires occidentaux de cet État. La loi crée également le territoire du Mississippi dans la zone cédée par la Floride Occidentale, correspondant au tiers sud des États actuels du Mississippi et de l'Alabama à l'exception de leur panhandle, lesquelles font alors toujours partie de le Floride Occidentale[1].
- 30 avril : création du Département de la Marine. Le premier titulaire en est Benjamin Stoddert.
- 18 juin : vote de la loi sur la naturalisation.
- 25 juin : vote de la loi sur les amis étrangers qui autorise le président à expulser n'importe quel étranger résident considéré comme "dangereux à la paix et à la sûreté des États-Unis".
- 30 juin : vote du Naval Act of 1798 qui permet de renforcer la marine américaine en vue de la quasi-guerre avec la France.

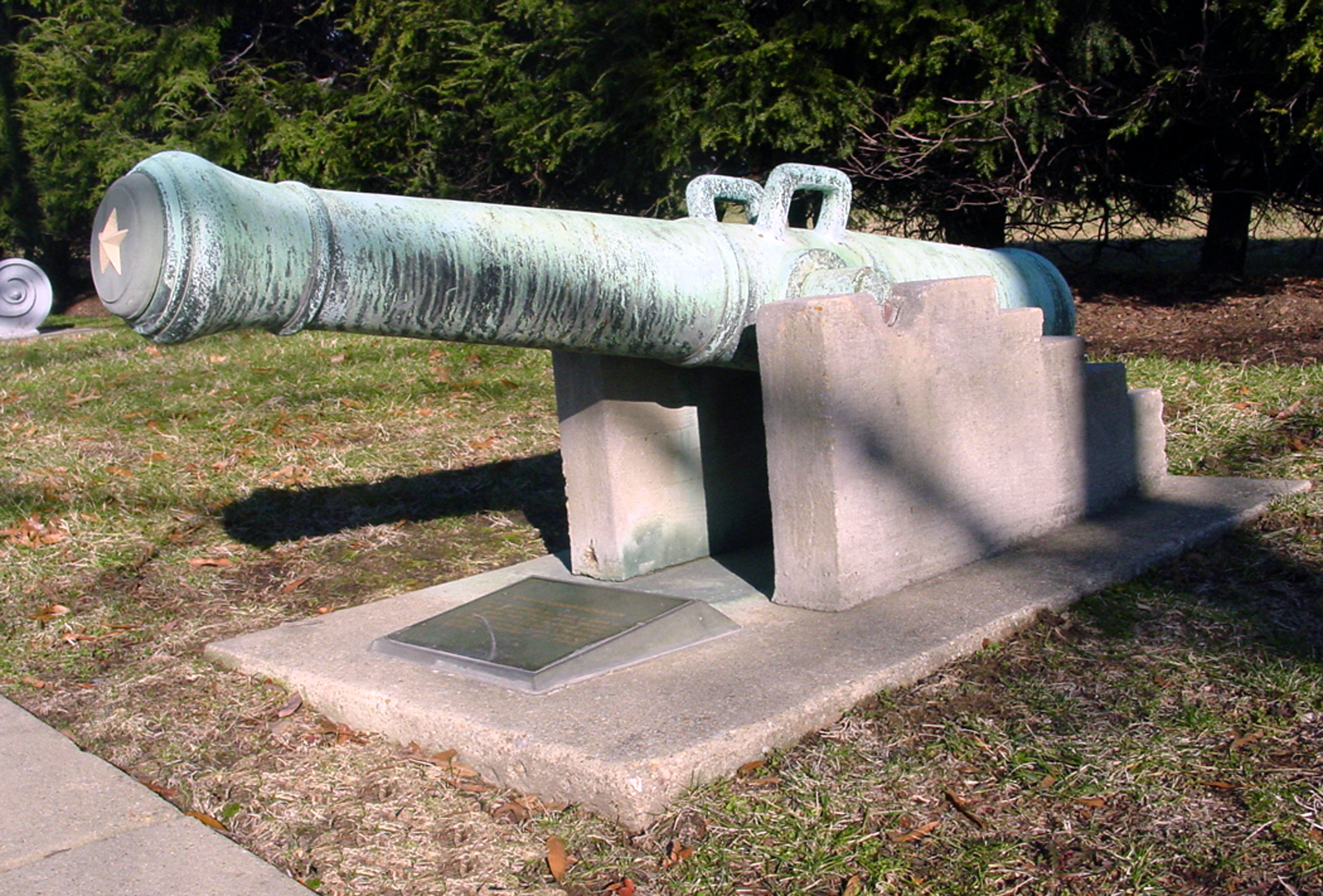
La première prise de guerre américaine est un canon français capturé pendant la quasi-guerre. Ce canon est exposé au U.S. Navy Museum à Washington.

- 6 juillet : vote de la loi sur les ennemis étrangers qui autorise le président à appréhender et expulser les étrangers résidents si leurs pays d'origine sont en guerre avec les États-Unis d'Amérique.
- 7 juillet : début de la Quasi-guerre des États-Unis contre la France pour des raisons économiques.
- 11 juillet : John Adams (président des États-Unis) signe la loi (re)créant le United States Marine Corps, les troupes de débarquement de la Marine américaine.
- 14 juillet : vote de la loi de sédition qui fait un crime d'éditer des "écrits faux, scandaleux, et malveillant" contre le gouvernement ou ses fonctionnaires.
- 16 juillet : vote de la loi sur le soulagement des marins malades et handicapés, créant le Marine Hospital Service, ce qui entrainera la création de l'United States Public Health Service Commissioned Corps devenu United States Department of Health and Human Services
- 31 août - 1er septembre : le premier vol de banque dans l'histoire des États-Unis a lieu à la Bank of Pennsylvania[2].

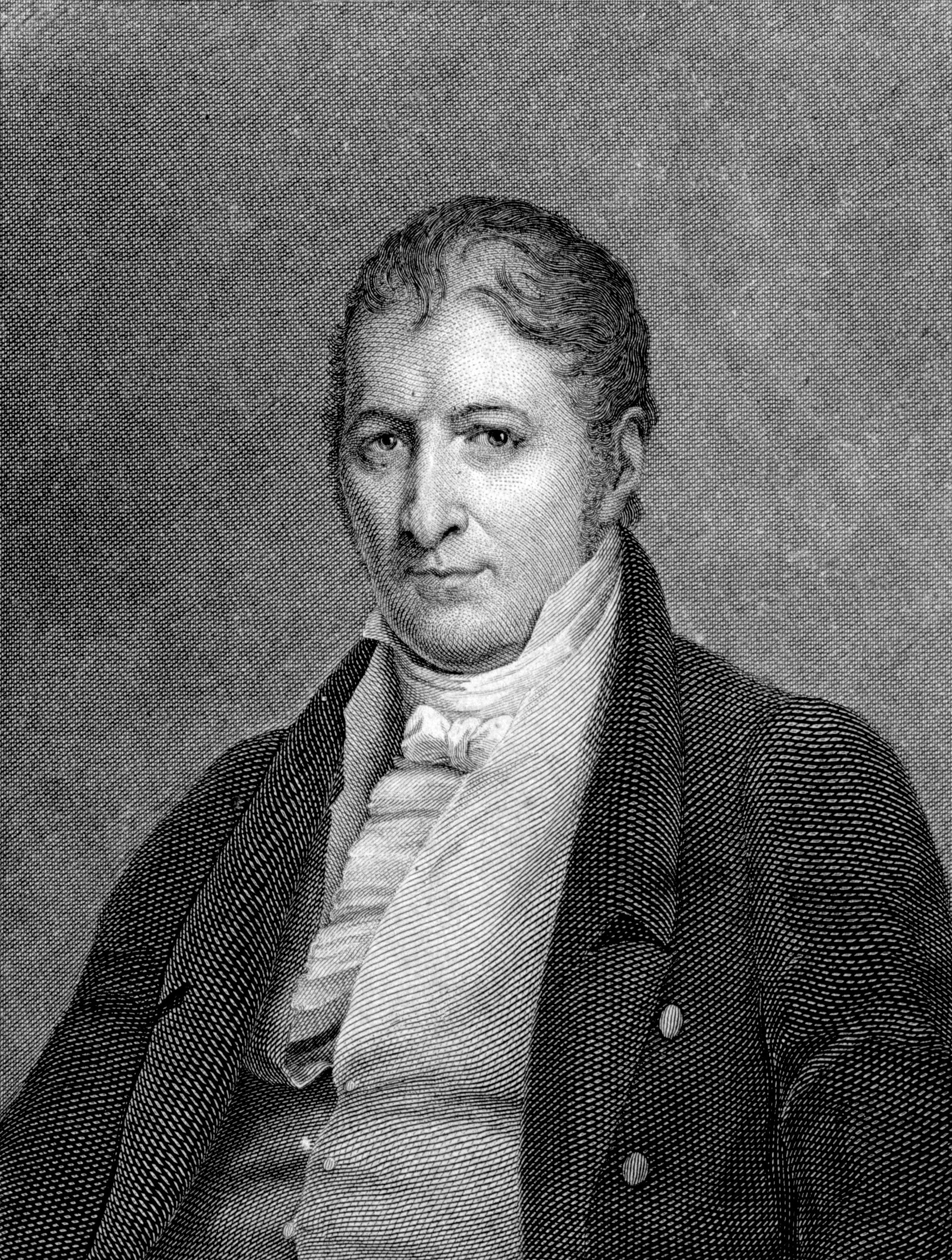
Éli Whitney

- Le Département de la Guerre des États-Unis commande 10 000 mousquets à Éli Whitney.
- Charles Brockden Brown publie le premier roman américain Wieland or The Transformation an American Tale.

## Naissances
- 20 janvier : Anson Jones est un homme politique texan et physicien, mort en 1858. Il fut le dernier président de la république du Texas qu'il dirigea du 9 décembre 1844 au 19 février 1846.

## Décès
- 21 août : James Wilson (né le 4 septembre 1742) était un juge de la cour suprême des États-Unis d'Amérique. Il a participé à la rédaction de la Constitution des États-Unis.

#### Articles généraux
- Histoire des États-Unis de 1776 à 1865
- Évolution territoriale des États-Unis
- Histoire de la Louisiane
- Réfugiés français de Saint-Domingue en Amérique

#### Articles sur l'année 1798 aux États-Unis
- Alien and Sedition Acts
- Quasi-guerre